# Jay Hardway
Jobke Heiblom (n. Drunen, Países Bajos, 27 de abril de 1991) más conocido como Jay Hardway, es un DJ, y productor neerlandés, perteneciente al sello discográfico Spinnin' Records.

## Trayectoria
Su inclinación hacia la música lo llevó desde corta edad a aprender a utilizar ciertos instrumentos, como la batería. Al obtener su primer set de batería,  empezó a tocar en distintos lugares, como en cumpleaños y en celebraciones públicas. Tras culminar sus estudios, comenzó a relacionarse con los géneros electrónicos y empezó a pinchar como DJ en diversos eventos locales. 
El éxito inicio con el estreno de su primer sencillo "Registration Code", junto a Martin Garrix. En 2013, lanzaron "Error 404", por la discográfica Spinnin' Records. 
Hardway ganó un gran reconocimiento después de su colaboración en el sencillo "Wizard",una continuación de Animals de Martin Garrix. La canción se lanzó el 2 de diciembre de 2013 por el sello Spinnin' Records, convirtiéndose en un éxito en varias listas de Europa y el mundo alcanzando más de 200 millones de visitas en Youtube.
Otro de sus mejores éxitos ha sido el sencillo ''Voodoo'' junto a DVBBS. En el año 2015, lanzó  'Wake Up'' y ''Electric Elephants''. En 2016, dio a conocer temas como ''Ámsterdam'', ''Stardust'', ''El Mariachi'' junto a Bassjackers, y ''Spootless'' nuevamente con Martin Garrix. En 2017, ha estrenado temas como ''Golden Pineapple'' y un remix de ''Sunny Days'' de Armin Van Buuren. 

## Discografía

### Singles
- 2012: Martin Garrix & Jay Hardway - Registration Code [ Spinnin' Records ] [ Free Download ]
- 2013: Martin Garrix & Jay Hardway - Error 404 [ Spinnin' Records ]
- 2013: Martin Garrix & Jay Hardway - Wizard [ Spinnin' Records ]
- 2014: Jay Hardway - Bootcamp [ Spinnin' Records ]
- 2014: Jay Hardway & Mike Hawkins - Freedom [ Spinnin' Records ]
- 2015: DVBBS & Jay Hardway - Voodoo [ Spinnin' Records ]
- 2015: Jay Hardway - Wake Up [ Spinnin' Records ]
- 2015: Jay Hardway - Electric Elephants [ Spinnin' Records ]
- 2015: Firebeatz & Jay Hardway - Home [ Spinnin' Records ]
- 2016: Jay Hardway - Stardust [ Spinnin' Records ]
- 2016: Bassjackers & Jay Hardway - El Mariachi [ Spinnin' Records ]
- 2016: Bassjackers & Jay Hardway - Dinosaur [ Spinnin' Records ] [ Free Download ]
- 2016: Jay Hardway - Somnia [ Spinnin' Records ]
- 2016: Martin Garrix & Jay Hardway - Spotless [ STMPD RCRDS ]
- 2016: Jay Hardway - Amsterdam (AMF 2016 Anthem) [ Spinnin' Records ]
- 2017: Jay Hardway - Scio [ Spinnin' Records ]
- 2017: Jay Hardway - Golden Pineapple [ Spinnin' Records ]
- 2017: Jay Hardway - Need It [ Spinnin' Records ]
- 2017: Jay Hardway - Thanks A Million [ Spinnin' Records ] [ Free Download ]
- 2017: Jay Hardway & MOTi Feat. Babet - Wired [ Spinnin' Records ]
- 2018: Jay Hardway - Coffee Please [ Spinnin' Records ]
- 2018: Jay Hardway & The Him - Jigsaw [ Spinnin' Records ]
- 2018: Jay Hardway & Mesto - Save Me [ Spinnin' Records ]
- 2018: Jay Hardway - Solid [ Spinnin' Records ]
- 2018: Jay Hardway - Let Me Tell You Something [ Spinnin' Records ]
- 2018: Jay Hardway & Mike Cervello - EDM Bubble [ Spinnin' Records ]
- 2018: Jay Hardway - Paradigm [ Spinnin' Records ]
- 2019: Jay Hardway - Aliens [ Spinnin' Records ]
- 2019: Jay Hardway - Exhale [ Spinnin' Records ]
- 2019: Jay Hardway - Lost [ Spinnin' Records ]
- 2019: Jay Hardway - Vocal Chops [ Spinnin' Premium ]
- 2019: Jay Hardway - Counting Sheep [ Spinnin' Records ]
- 2019: Jay Hardway - Wild Mind (feat. Tiffany Blom) [ Spinnin' Records ]
- 2020: Jay Hardway - Operation Unicorn [ Spinnin' Records ]
- 2020: Jay Hardway - Rollercoaster [ Musical Feedom ]
- 2020: Jay Hardway - Vibes [ Spinnin' Records ]
- 2020: Jay Hardway, Tom & Jame, JGUAR - Run Baby Run [ STMPD RCRDS ]
- 2020: Tungevaag & Jay Hardway - Kingdoms [ Spinnin' Records ]
- 2020: Jay Hardway, Robert Falcon & Therese - Put Em High [ Spinnin' Records ]
- 2020: Jay Hardway, Feat Juliette Claire & Aidan O'Brien - It's Over [ Heartfeldt Records ]
- 2021: Jay Hardway - In My Head [ Heartfeldt Records ]
- 2021: Jay Hardway, Robert Falcon - Running To You (Extended Mix) [ Spinnin' Records ]
- 2021: Jay Hardway - Million Reasons (feat. Zophia) [ Heartfeldt Records ]
- 2021: Jay Hardway & Lasso the Sun - Like No Other (feat. Jaimes) [ Spinnin' Records ]
- 2021: Jay Hardway - Till The Sun Comes Up (feat. PollyAnna) [ Spinnin' Records ]
- 2021: Jay Hardway - Bird Song [ Interstreet Recordings ]
- 2021: Jay Hardway - Outer Space [ Interstreet Recordings ]
- 2022: Firebeatz & Jay Hardway - No Good [ Spinnin' Records ]
- 2022: Jay Hardway - Out Of My Mind [ Label Worx ]
- 2022: Jay Hardway - My Sweet Heaven (feat. Stealth) [ Spinnin' Records ]
- 2022: Jay Hardway & Retrovision - I Wanna [ Spinnin' Records ]
- 2022: Jay Hardway - Pieces [ HEXAGON ]

### Remixes
| Año  | Canción                                 | Artista Original                                   |
| ---- | --------------------------------------- | -------------------------------------------------- |
| 2011 | Don't Stop Me Now (Jay Hardway Bootleg) | Queen                                              |
| 2012 | Hey DJ (Jay Hardway Remix)              | The Opposites                                      |
| 2012 | Wild Ones (Jay Hardway Bootleg)         | Flo Rida feat. Sia                                 |
| 2013 | You're In My Head (Jay Hardway Remix)   | Someday                                            |
| 2013 | I Feed You My Love (Jay Hardway Remix)  | Margaret Berger                                    |
| 2013 | D.I.Z.Z.Y (Jay Hardway Remix)           | Dr. Papasov                                        |
| 2016 | Mode (Jay Hardway Remix)                | Bingo Players                                      |
| 2016 | Runaways (Jay Hardway Remix)            | Sam Feldt & Deepend feat. Teemu                    |
| 2017 | Over The Edge (Jay Hardway Remix)       | Borgeous & tyDi feat. Dia                          |
| 2017 | These Heights (Jay Hardway Remix)       | Bassjackers x Lucas & Steve feat. Caroline Pennell |
| 2017 | Sunny Days (Jay Hardway Remix)          | Armin van Buuren feat. Josh Cumbee                 |
| 2019 | How You Love Me (Jay Hardway Remix)     | Hardwell feat. Conor Maynard & Snoop Dogg          |

## Ranking DJmag
Según el ranking de 2023, ocupa el número 100 en la revista anual DJ Mag.
| DJ          | 2016 | 2017 | 2018 | 2019 | 2021 | 2022 | 2023 |
| ----------- | ---- | ---- | ---- | ---- | ---- | ---- | ---- |
| Jay Hardway | 89°  | 68°  | 64°  | 147° | 137° | 98°  | 100° |